# Liste der FFH-Gebiete in der Region Hauts-de-France

Logo der Region Hauts-de-France

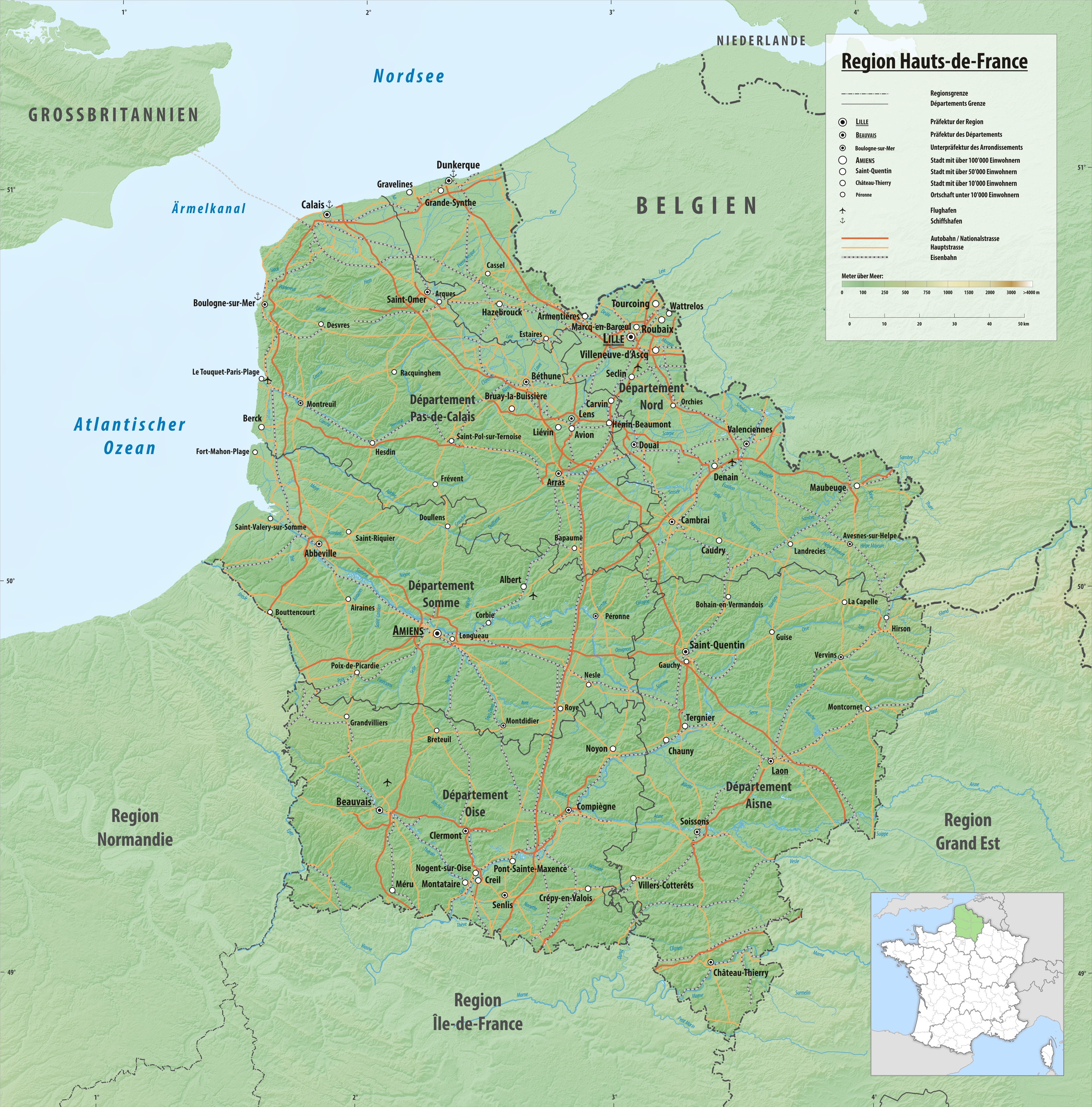
Karte von Hauts-de-France

Die folgende Liste enthält alle 70 Fauna-Flora-Habitat-Gebiete in der französischen Region Hauts-de-France. Die Gebiete sind Bestandteil des europäischen Schutzgebietsnetzes Natura 2000.

## Hinweise zu den Angaben in der Tabelle
- Gebietsname: Amtliche Bezeichnung des Schutzgebiets
- Datei/Commons: Datei und Link zu weiteren Dateien aus dem Schutzgebiet
- EEA-ID: Link zum Schutzgebiet in der Datenbank der European Environment Agency (EEA)
- WDPA-ID: Link zum Schutzgebiet in der World Database on Protected Areas
- Fläche: Gesamtfläche des Schutzgebiets in Hektar
- Bemerkungen: Besonderheiten und Anmerkung

## Tabelle
| Gebietsname | Datei/Commons | EEA-ID    | WDPA-ID | Fläche ha | Koordinaten | Bemerkungen |
| --- | ------------- | --------- | ------- | --------- | ----------- | ----------- |
| Estuaires et littoral picards (baies de Somme et d'Authie)                                                                              |               | FR2200346 |         | 15.646    | ⊙           |             |
| Marais arrière-littoraux picards |               | FR2200347 |         | 1.623     | ⊙           |             |
| Vallée de l'Authie |               | FR2200348 |         | 742       | ⊙           |             |
| Massif forestier de Crécy-en-Ponthieu                                                                                                   |               | FR2200349 |         | 894       | ⊙           |             |
| Massif forestier de Lucheux |               | FR2200350 |         | 275       | ⊙           |             |
| Réseau de coteaux calcaires du Ponthieu oriental                                                                                        |               | FR2200352 |         | 93        | ⊙           |             |
| Réseau de coteaux calcaires du Ponthieu méridional                                                                                      |               | FR2200353 |         | 41        | ⊙           |             |
| Marais et monts de Mareuil-Caubert |               | FR2200354 |         | 894       | ⊙           |             |
| Basse vallée de la Somme de Pont-Rémy à Breilly                                                                                         |               | FR2200355 |         | 1.453     | ⊙           |             |
| Marais de la moyenne Somme entre Amiens et Corbie                                                                                       |               | FR2200356 |         | 525       | ⊙           |             |
| Moyenne vallée de la Somme |               | FR2200357 |         | 1.825     | ⊙           |             |
| Tourbières et marais de l'Avre |               | FR2200359 |         | 322       | ⊙           |             |
| Réseau de coteaux et vallée du bassin de la Selle                                                                                       |               | FR2200362 |         | 618       | ⊙           |             |
| Vallée de la Bresle |               | FR2200363 |         | 1.016     | ⊙           |             |
| Réseau de coteaux crayeux du bassin de l'Oise aval (Beauvaisis)                                                                         |               | FR2200369 |         | 415       | ⊙           |             |
| Cuesta du Bray |               | FR2200371 |         | 774       | ⊙           |             |
| Massif forestier du Haut Bray de l'Oise                                                                                                 |               | FR2200372 |         | 645       | ⊙           |             |
| Landes et forêts humides du Bas Bray de l'Oise                                                                                          |               | FR2200373 |         | 230       | ⊙           |             |
| Cavité de Larris Millet à Saint-Martin-le-Nœud                                                                                          |               | FR2200376 |         | 1,64      | ⊙           |             |
| Massif forestier de Hez-Froidmont et Mont César                                                                                         |               | FR2200377 |         | 851       | ⊙           |             |
| Marais de Sacy-le-Grand |               | FR2200378 |         | 1.368     | ⊙           |             |
| Coteaux de l'Oise autour de Creil |               | FR2200379 |         | 102       | ⊙           |             |
| Massifs forestiers d'Halatte, de Chantilly et d'Ermenonville                                                                            |               | FR2200380 |         | 3.247,87  | ⊙           |             |
| Massif forestier de Compiègne |               | FR2200382 |         | 3.185     | ⊙           |             |
| Prairies alluviales de l'Oise de la Fère à Sempigny                                                                                     |               | FR2200383 |         | 3.010     | ⊙           |             |
| Massif forestier d'Hirson |               | FR2200386 |         | 1.016     | ⊙           |             |
| Massif forestier du Regnaval |               | FR2200387 |         | 133       | ⊙           |             |
| Bocage du Franc Bertin |               | FR2200388 |         | 133       | ⊙           |             |
| Marais de la Souche |               | FR2200390 |         | 2.747     | ⊙           |             |
| Landes de Versigny |               | FR2200391 |         | 239       | ⊙           |             |
| Massif forestier de Saint-Gobain |               | FR2200392 |         | 434       | ⊙           |             |
| Collines du Laonnois oriental |               | FR2200395 |         | 1.376     | ⊙           |             |
| Tourbière et coteaux de Cessières Montbavin                                                                                             |               | FR2200396 |         | 679       | ⊙           |             |
| Massif forestier de Retz |               | FR2200398 |         | 847       | ⊙           |             |
| Coteaux calcaires du Tardenois et du Valois                                                                                             |               | FR2200399 |         | 301       | ⊙           |             |
| Domaine de Verdilly |               | FR2200401 |         | 595       | ⊙           |             |
| Coteaux de la vallée de l'Automne |               | FR2200566 |         | 625       | ⊙           |             |
| Dunes de la plaine maritime flamande |               | FR3100474 |         | 4.420     | ⊙           |             |
| Dunes flandriennes décalcifiées de Ghyvelde                                                                                             |               | FR3100475 |         | 194       | ⊙           |             |
| Falaises et pelouses du Cap Blanc Nez, du Mont d'Hubert, des Noires Mottes, du Fond de la Forge et du Mont de Couple                    |               | FR3100477 |         | 728       | ⊙           |             |
| Falaises du Cran aux Oeufs et du Cap Gris-Nez, Dunes du Chatelet, Marais de Tardinghen et Dunes de Wissant                              |               | FR3100478 |         | 1.059     | ⊙           |             |
| Falaises et dunes de Wimereux, estuaire de la Slack, Garennes et Communaux d'Ambleteuse-Audresselles                                    |               | FR3100479 |         | 411       | ⊙           |             |
| Estuaire de la Canche, dunes picardes plaquées sur l'ancienne falaise, forêt d'Hardelot et falaise d'Equihen                            |               | FR3100480 |         | 1.661     | ⊙           |             |
| Dunes et marais arrière-littoraux de la plaine maritime picarde                                                                         |               | FR3100481 |         | 1.021     | ⊙           |             |
| Dunes de l'Authie et Mollières de Berck                                                                                                 |               | FR3100482 |         | 193       | ⊙           |             |
| Coteau de Dannes et de Camiers |               | FR3100483 |         | 97        | ⊙           |             |
| Pelouses et bois neutrocalcicoles de la cuesta sud du Boulonnais                                                                        |               | FR3100484 |         | 420       | ⊙           |             |
| Pelouses et bois neutrocalcicoles des cuestas du Boulonnais et du Pays de Licques et forêt de Guines                                    |               | FR3100485 |         | 661       | ⊙           |             |
| Pelouses, bois acides à neutrocalcicoles, landes nord-atlantiques du plateau d'Helfaut et système alluvial de la moyenne vallée de l'Aa |               | FR3100487 |         | 389       | ⊙           |             |
| Coteau de la Montagne d'Acquin et pelouses du Val de Lumbres                                                                            |               | FR3100488 |         | 68        | ⊙           |             |
| Pelouses, bois, forêts neutrocalcicoles et système alluvial de la moyenne vallée de l'Authie                                            |               | FR3100489 |         | 115       | ⊙           |             |
| Landes, mares et bois acides du Plateau de Sorrus Saint Josse, prairies alluviales et bois tourbeux en aval de Montreuil                |               | FR3100491 |         | 60        | ⊙           |             |
| Prairies et marais tourbeux de la basse vallée de l'Authie                                                                              |               | FR3100492 |         | 307       | ⊙           |             |
| Prairies et marais tourbeux de Guines                                                                                                   |               | FR3100494 |         | 139       | ⊙           |             |
| Prairies, marais tourbeux, forêts et bois de la cuvette audomaroise et de ses versants                                                  |               | FR3100495 |         | 563       | ⊙           |             |
| Forêt de Tournehem et pelouses de la cuesta du pays de Licques                                                                          |               | FR3100498 |         | 443       | ⊙           |             |
| Forêts de Desvres et de Boulogne et bocage prairial humide du Bas-Boulonnais                                                            |               | FR3100499 |         | 1.328     | ⊙           |             |
| Pelouses métallicoles de la plaine de la Scarpe                                                                                         |               | FR3100504 |         | 17        | ⊙           |             |
| Pelouses métallicoles de Mortagne du Nord                                                                                               |               | FR3100505 |         | 17        | ⊙           |             |
| Bois de Flines-les-Raches et système alluvial du courant des Vanneaux                                                                   |               | FR3100506 |         | 196       | ⊙           |             |
| Forêts de Raismes / Saint Amand / Wallers et Marchiennes et plaine alluviale de la Scarpe                                               |               | FR3100507 |         | 1.938     | ⊙           |             |
| Forêts de Mormal et de Bois l'Evêque, Bois de la Lanière et Plaine alluviale de la Sambre                                               |               | FR3100509 |         | 987       | ⊙           |             |
| Forêts, bois, étangs et bocage herbager de la Fagne et du plateau d'Anor                                                                |               | FR3100511 |         | 1.710     | ⊙           |             |
| Hautes Vallées de la Solre, de la Thure, de la Hante et leurs versants boisés et bocagers                                               |               | FR3100512 |         | 244       | ⊙           |             |
| Marais de la grenouillère |               | FR3102001 |         | 17        | ⊙           |             |
| Bancs des Flandres |               | FR3102002 |         | 112.919   | ⊙           |             |
| Récifs Gris-Nez Blanc-Nez |               | FR3102003 |         | 29.156    | ⊙           |             |
| Ridens et dunes hydrauliques du détroit du Pas-de-Calais                                                                                |               | FR3102004 |         | 68.245    | ⊙           |             |
| Baie de Canche et couloir des trois estuaires                                                                                           |               | FR3102005 |         | 33.306    | ⊙           |             |
| Vallée de la Sambre |               | FR3102006 |         | 1.785     | ⊙           |             |